# Ōpārara River
Der Ōpārara River ist ein Fluss in den Regionen Tasman und West Coast auf der Südinsel von Neuseeland.

## Geographie
Der Ōpārara River entspringt an der westlichen Flanke eines 1058 m hohen Berges südlich der Domett Range. Von dort aus fließt der Ōpārara River bevorzugt in südliche Richtung und durchströmt auf seinem Weg in unterschiedlichen Abständen die Höhlen Honeycomb Hill Arch, Ōpārara Arch und Moria Gate Arch. Rund 7,5 km ostnordöstlich seiner Mündung in die Tasmansee verändert der Fluss seine Richtung zunächst in Südwest und dann in West. Rund 2,2 km östlich seines Mündungsbereichs tritt der Ōpārara River aus der Berglandschaft heraus und durchfließt eine fruchtbare Ebene. Nach insgesamt 30 Flusskilometer mündet der Ōpārara River schließlich rund 4 km nordnordwestlich von Karamea in die Karamea Bight, eine Bucht der Tasmansee.
Einziger Nebenfluss ist der Postal River, der auf dem letzten Drittel des Flusses von Osten hinzustößt.

## Zugang zu den Höhlen
Zu den Höhlen führt ein Wanderweg, der zunächst als Fenian Track zu den Fenian Caves führt und zuvor als Ōpārara Valley Track abzweigt und weiter entlang des Ōpārara River bis zu den Moria Gate Arch reicht. Von dort aus zweigen der Ōpārara Arch Track und der Mirror Tarn Track ab.
Eine weitere Möglichkeit ist, motorisiert über die McCallums Mill Road von der Küste aus zu dem oben genannten Gebiet vorzustoßen und die restlichen Wege zu Fuß zu den Höhlen zu wandern. Die Straße führt auch noch weiter nach Norden zu zwei Höhlen und von dort aus weiter zu Fuß über den Honeycomb Hill Caves Track in die Nähe der nördlichen Höhlen.

## Flora und Fauna
Im März 2016 wurden vom Department of Conservation im Gebiet des Ōpārara River fünf weitere Whio (Saumschnabelenten) ausgesetzt. Das Programm zur Ansiedlung der Vögel läuft seit dem Jahr 2002, in dem zunächst zwei Vogelpaare angesiedelt wurden. In einem größeren beobachteten Gebiet wurden bereits 45 Exemplare gezählt. Die Kurzschwanzfledermaus, die unter den Māori als pekapeka bekannt ist, kommt im Gebiet des Ōpārara Basin vor, ebenso die endemische Schneckenart Powelliphanta annectens.

Oparara River
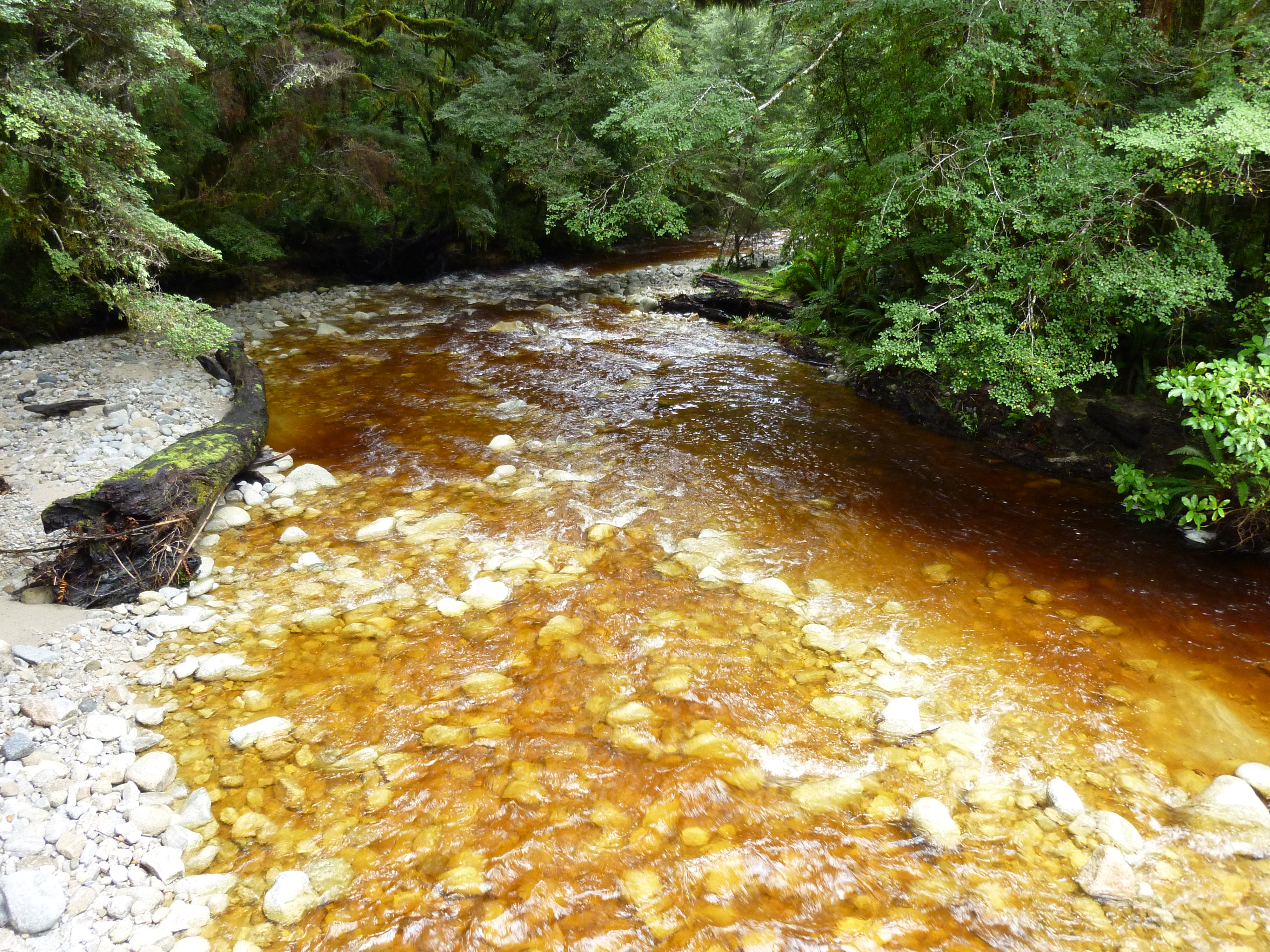
Gelbliche Färbung durch Tannin
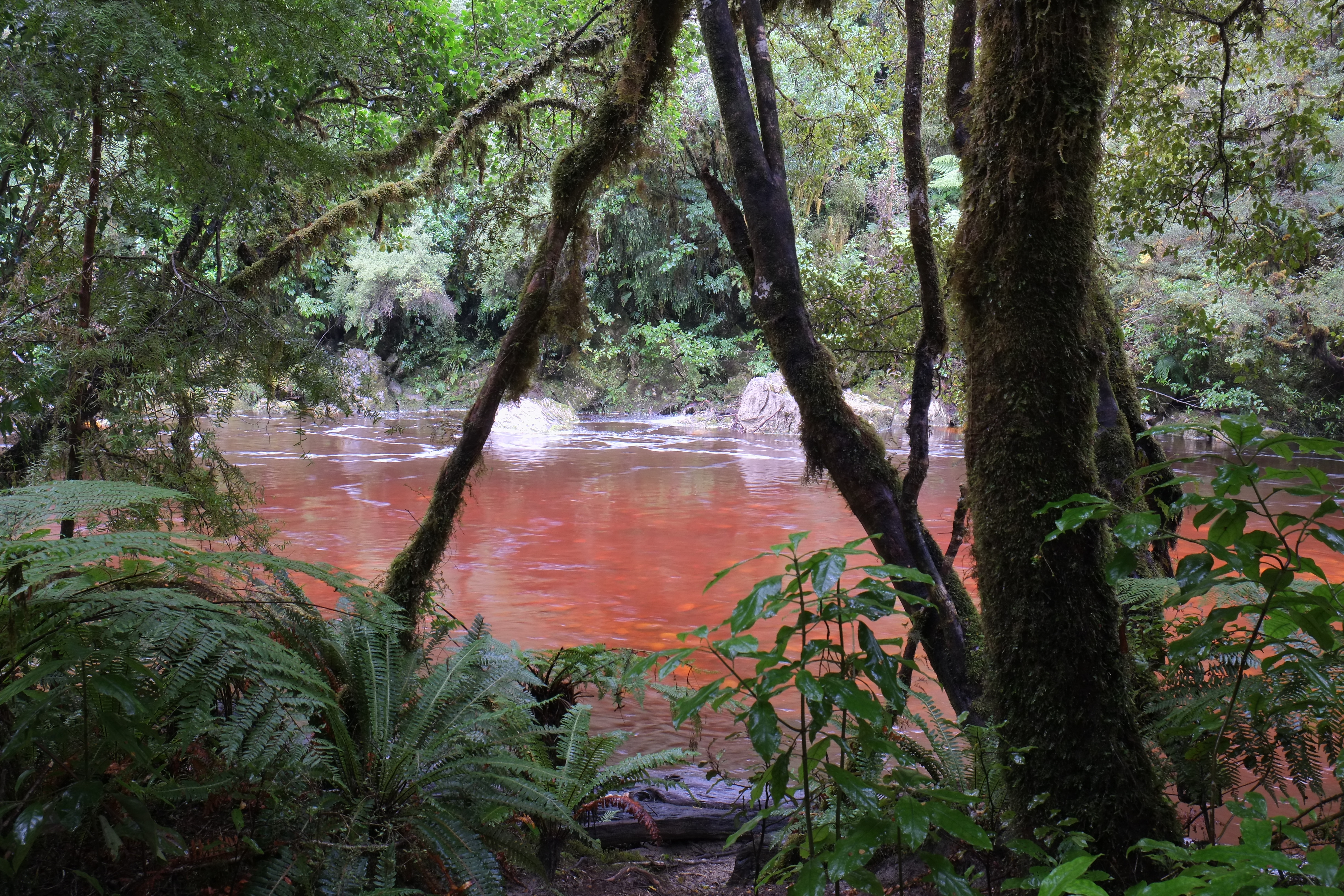
Rotfärbung durch Tannin
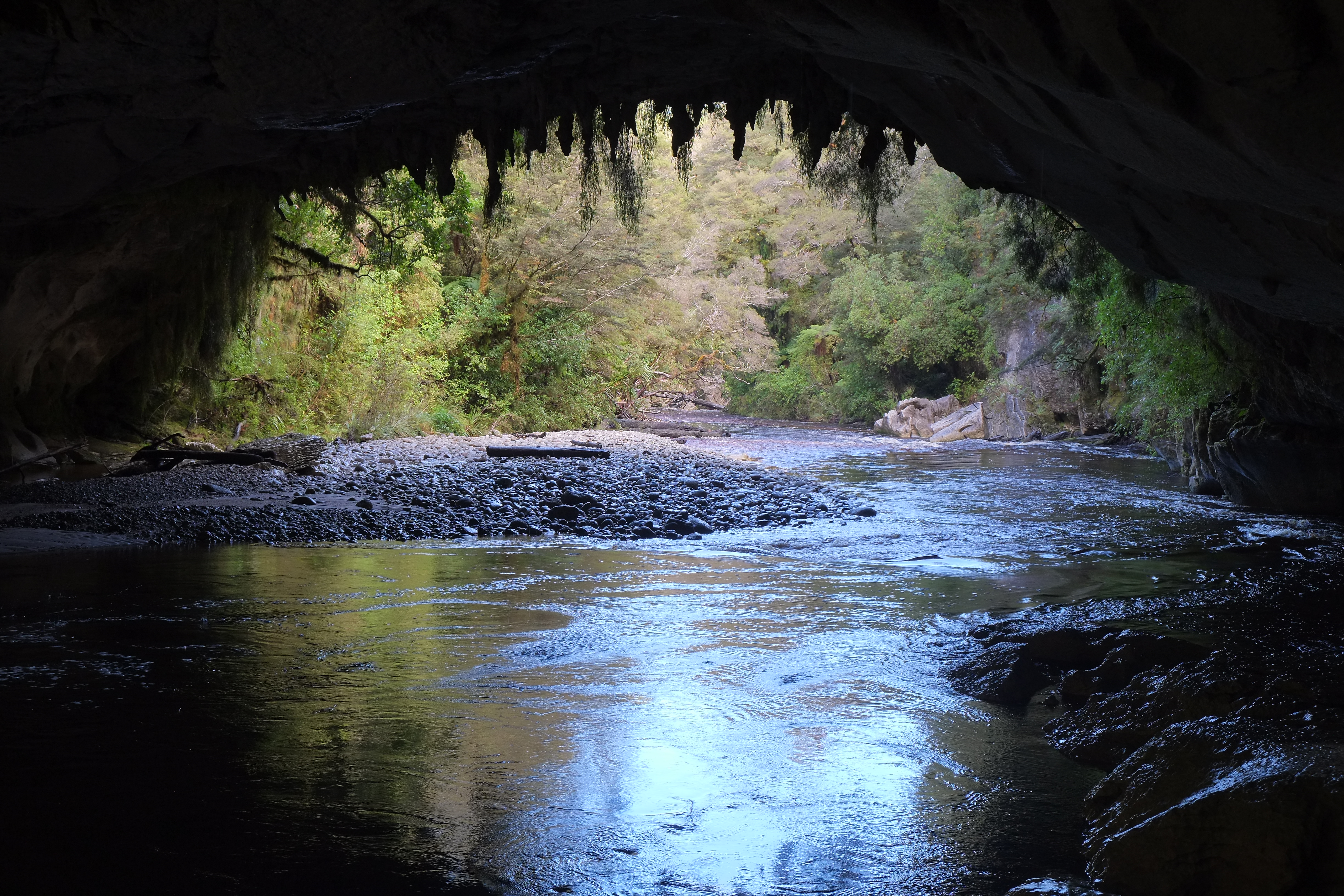
Ausgang des Moria Gate Arch
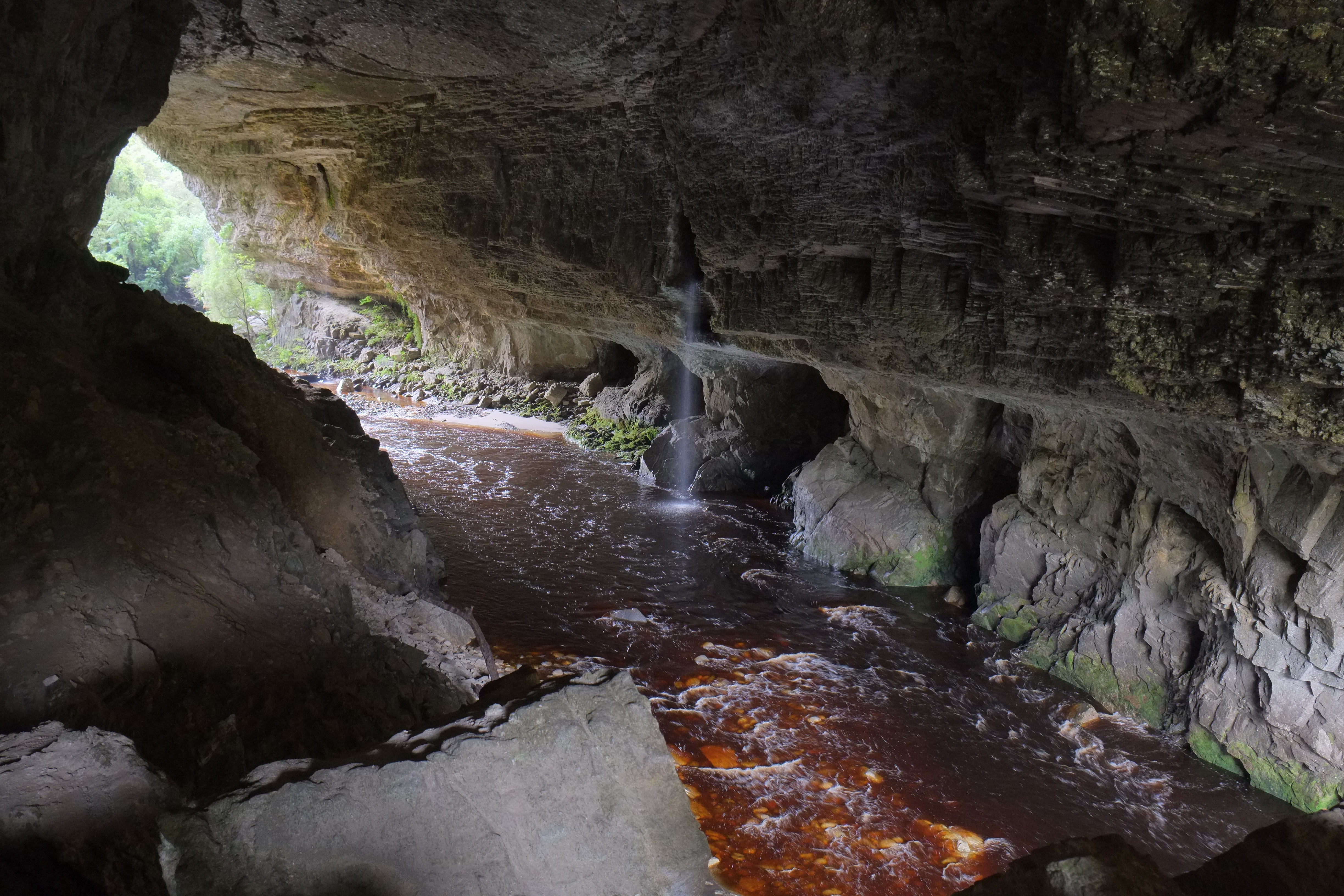
Im Inneren des Ōpārara Arch
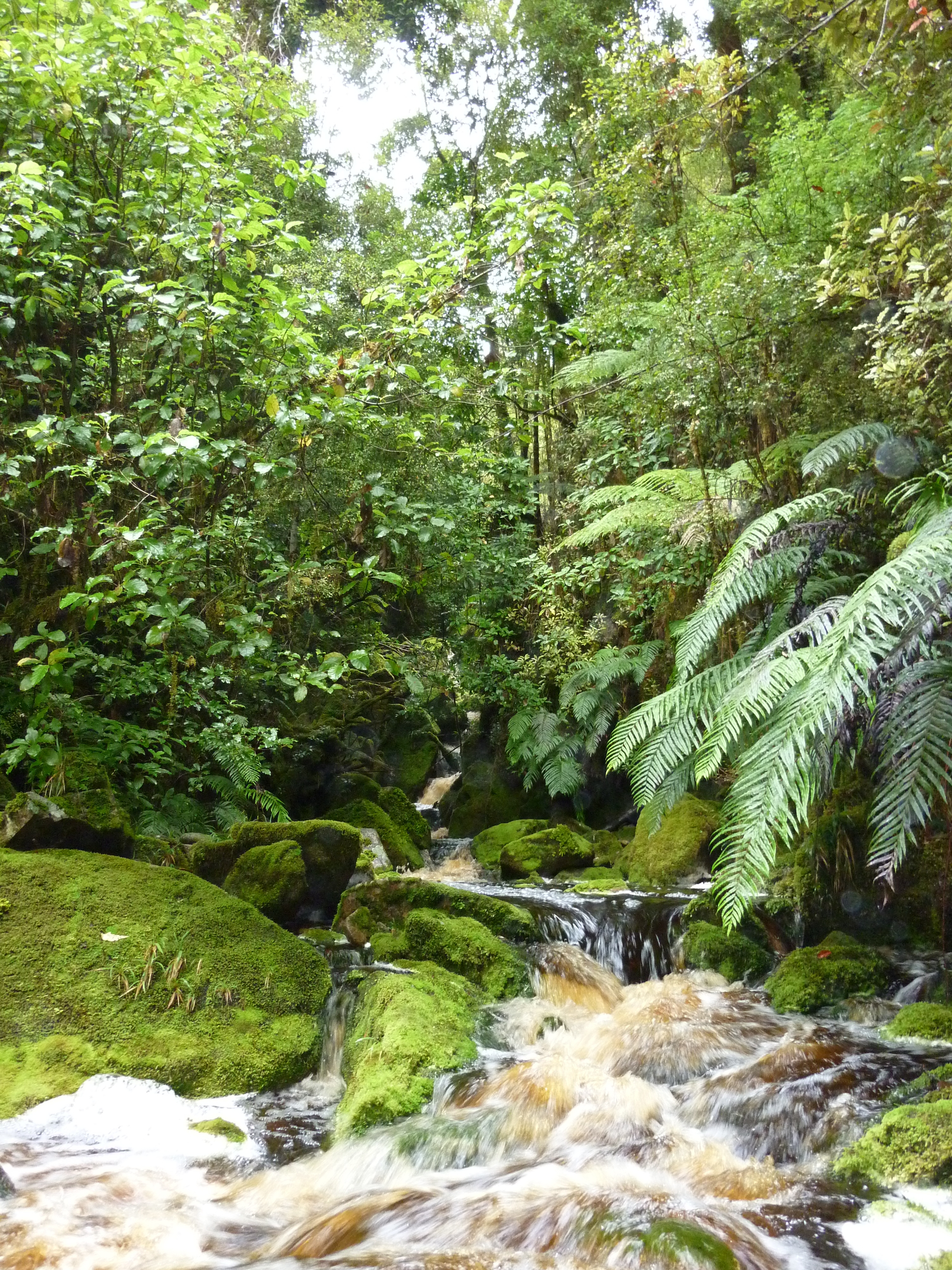
Wasserfall am Zugang zum Ōpārara Arch
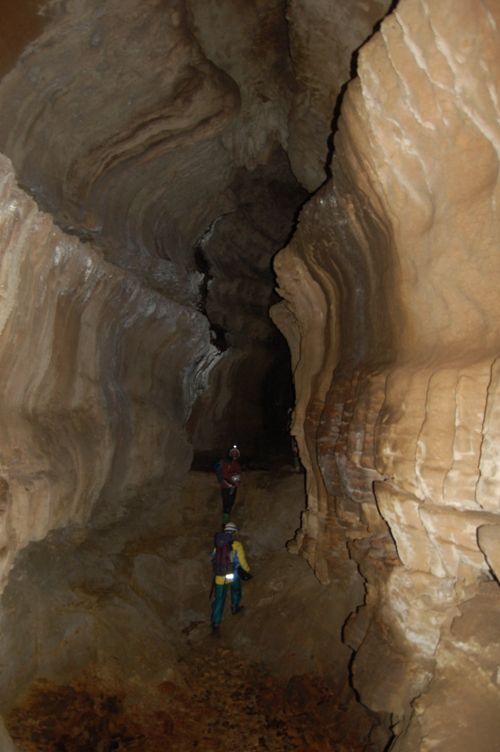
Inneres der Honeycomb Cave
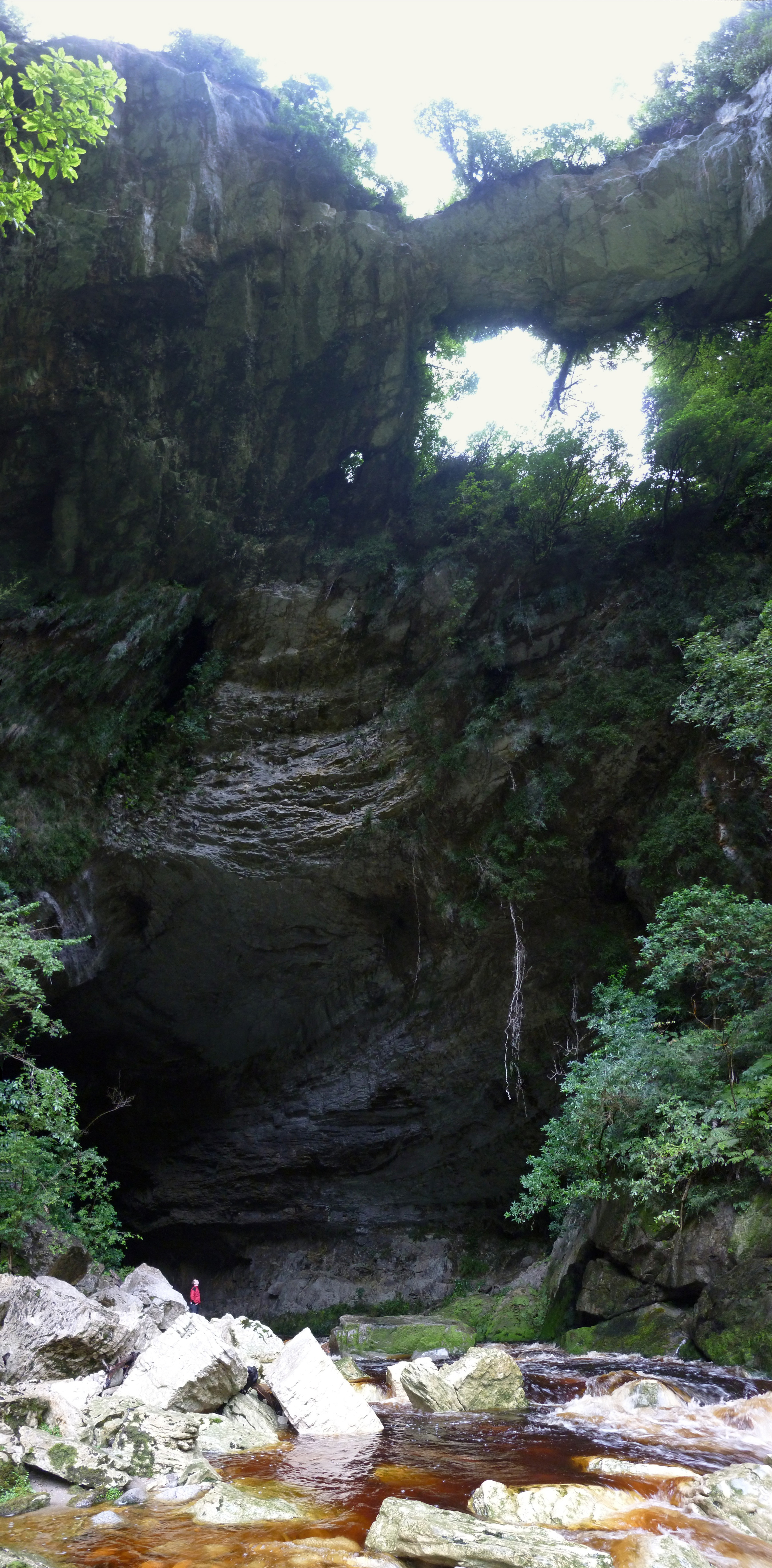
Ōpārara Arch